# شهادة الشهود

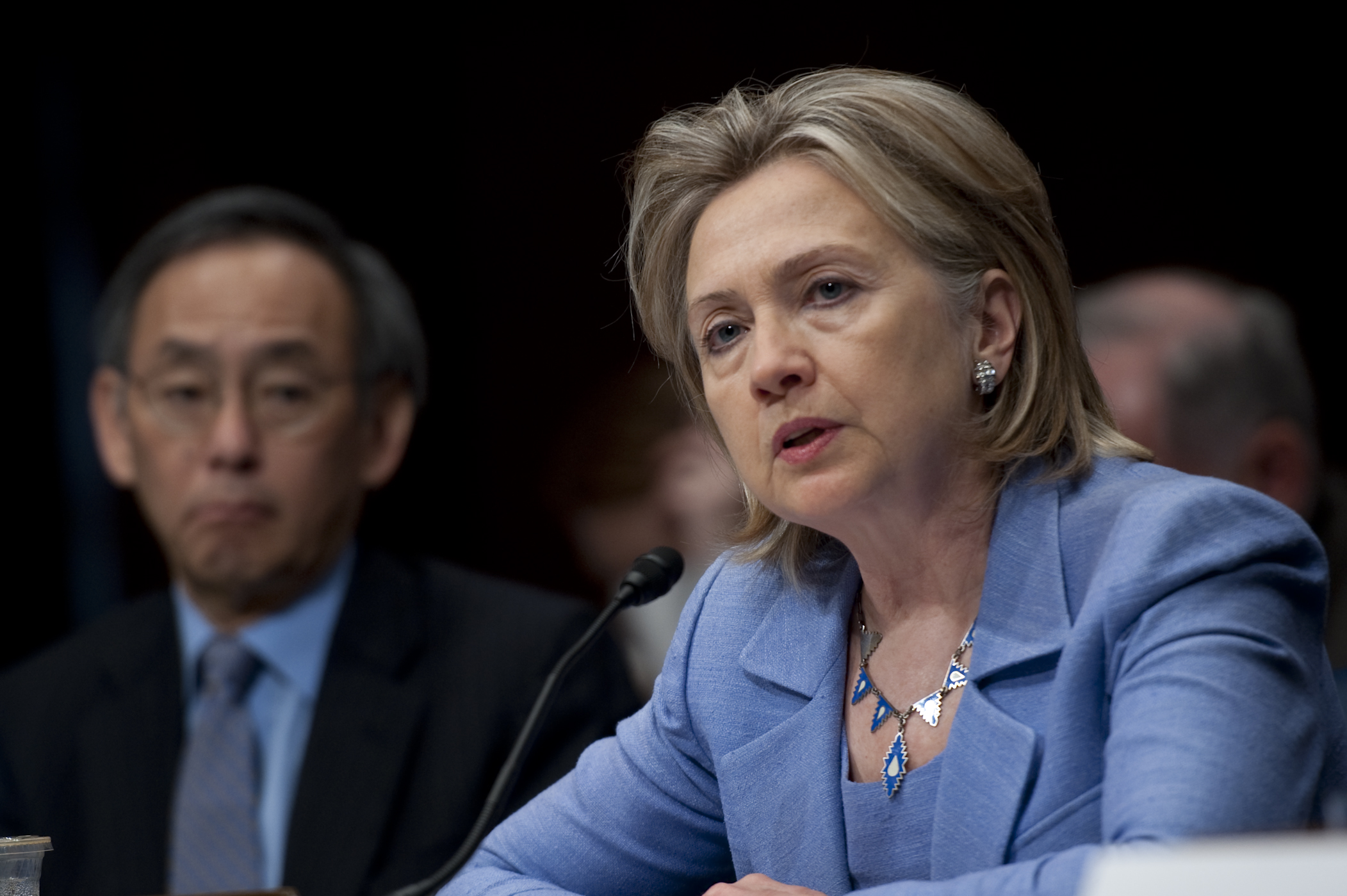

شهادة الشهود أو الشهادة هي نوع من الإفادات أو المعلومات التي يدلي بها الشهاد أمام القضاء قصد كشف الحقيقة.
توجد في العدالة خدمات عامة لديها ما يميز عملها, باستخدامها لوسائل مثل التي تعتبر من أهمها وأكثرها شيوعا في الإثبات في المواد الجنائية، وتكمن أهميتها في العمل بالتشريعات الجزائية, والأخذ بالقرارات المنصوص عليها پإظهار الحقائق, فقد نص المشرع في قانون الإجراءات على ضرورة سماع شهادة الشهود, لما لها من أهمية في تغيير مجرى الدعوى.
ومن الوسائل المستخدمة في الإثبات الكتابة, حيث عرفت منذ القدم باللوائح المنصوصة والاتفاقات الحاسمة، وثانيا الشهادة، ومن هنا فإن الدور التي تساهم فيه الشهادة في الكشف عن الوقائع, والوصول إلى النتيجة والاخذ بتحريم شهادة الزور, لضمان الحق لأهله ومصداقية للأدلة والشروط في التشريعات الجزائية, فالشهادة من أهم طرق الإثبات وأكثرها استعمالا, فهي تساهم بشكل كبير في إظهار مرتكب الجرم.
ولقد اختلف الفقهاء في تعريف الشهادة, نظرا لاختلاف الفقهاء في آرائهم, فالشهادة في اللغة تعني البينة أو الدليل, إما إصطلاحا فهي كما عرفها بعض الفقهاء إثبات حادثة معينة عما يصدر عن بعض الأشخاص من قول أو فعل بطريقة مباشرة, وقد عرفها آخرون أنها تعبير شفوي يقوم به الشاهد بعد إداء اليمين أمام القاضي.
بعد التعرف على مفهوم الشهادة, لا بد أن نتطرق لأهم ما يميز الشهادة عن غيرها من وسائل الإثبات, حيث تعتبر دليل مقنع غير ملزم, كما تتسم بأنها غير قاطعة, أي يمكن نفيها.
تكون الشهادة على ثلاثة أشكال: الشهادة المباشرة والشهادة السماعية والشهادة بالتسامع, فالشهادة المباشرة تعني أن يصرح الشاهد عما يصدر أمامه من قول أو فعل مباشرة دون الأعتماد على شهادة غيره, والشهادة السماعية هي أن يصرح الشاهد بها رواية عن الغير وليس منه مباشرة, إما الشهادة بالتسامع فهي أن يصرح الشاهد شهادته معتمداً على شخص سمع عن آخرين, مثال: كأن يقول شخص سمعت الناس يقولون ذلك.